# Giorgio II di Waldeck e Pyrmont
Giorgio II Enrico di Waldeck e Pyrmont (Weil, 20 settembre 1789 – Arolsen, 15 maggio 1845) è stato principe di Waldeck e Pyrmont dal 1813 sino alla sua morte.

## Famiglia
Giorgio II era figlio del principe Giorgio I di Waldeck e Pyrmont e di sua moglie, la principessa Augusta di Schwarzburg-Sondershausen.
Salito al trono nel 1813 alla morte del padre, il 28 gennaio 1814 Giorgio II promulgò una costituzione per l'organizzazione del principato di Waldeck e Pyrmont, facendo assumere come denominazione ufficiale allo stato quella di "Principato di Waldeck" e lasciando in secondo piano il ruolo della contea di Pyrmont (che dal 1807 era stata elevata a principato anch'essa).
Questa banale disposizione provocò però una tempesta di proteste da parte dei possidenti della contea, capeggiati dal presidente dei proprietari terrieri, Carl Friedrich von Dalwigk e alla fine Giorgio II dovette riconoscere la doppia denominazione allo stato, oltre alla separazione legale nel governo dei due piccoli stati che componevano il principato, con risoluzione del 3 luglio 1814.
Giorgio II morì a Bad Arolsen il 15 maggio 1845.

## Matrimonio e figli

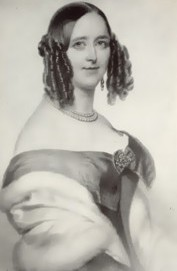
Emma di Anhalt-Bernburg-Schaumburg-Hoym

Giorgio II di Waldeck e Pyrmont sposò la principessa Emma di Anhalt-Bernburg-Schaumburg-Hoym (1802−1858). La coppia ebbe i seguenti eredi:
- Augusta di Waldeck e Pyrmont (1824-1893), sposò nel 1848 il principe Alfredo di Stolberg-Stolberg
- Giuseppe di Waldeck e Pyrmont (1825-1829)
- Erminia di Waldeck e Pyrmont (1827-1910), sposò nel 1844 il principe Adolfo I di Schaumburg-Lippe
- Giorgio Vittorio, principe di Waldeck e Pyrmont (1832-1893), sposò in prime nozze nel 1853 la principessa Elena di Nassau (1831-1888) e poi nel 1891 la principessa Luisa di Schleswig-Holstein-Sonderburg-Glücksburg (1858-1936)
- Wolrad di Waldeck e Pyrmont (1833-1867)

## Ascendenza
|                                                    |                                      |                                                  | Genitori                                           |  |  | Nonni |  |  | Bisnonni                                     |  |  | Trisnonni                  |  |
|                                                    |                                      |                                                  |                                                    |  |  |       |  |  | Federico Antonio Ulrico di Waldeck e Pyrmont |  |  | Cristiano Luigi di Waldeck |  |
|                                                    |                                      |                                                  |                                                    |  |  |       |  |  | Federico Antonio Ulrico di Waldeck e Pyrmont |  |  | Cristiano Luigi di Waldeck |  |
|                                                    |                                      | Anna Isabella di Rappoltstein                    |                                                    |  |  |       |  |  | Federico Antonio Ulrico di Waldeck e Pyrmont |  |  |                            |  |
| Carlo Augusto Federico di Waldeck e Pyrmont        |                                      |                                                  |                                                    |  |  |       |  |  | Federico Antonio Ulrico di Waldeck e Pyrmont |  |  |                            |  |
|                                                    |                                      | Luisa del Palatinato-Zweibrücken-Birkenfeld      | Cristiano II del Palatinato-Zweibrücken-Birkenfeld |  |  |       |  |  |                                              |  |  |                            |  |
|                                                    |                                      | Luisa del Palatinato-Zweibrücken-Birkenfeld      | Cristiano II del Palatinato-Zweibrücken-Birkenfeld |  |  |       |  |  |                                              |  |  |                            |  |
|                                                    |                                      | Luisa del Palatinato-Zweibrücken-Birkenfeld      | Caterina Agata di Rappoltstein                     |  |  |       |  |  |                                              |  |  |                            |  |
| Giorgio I di Waldeck e Pyrmont                     |                                      | Luisa del Palatinato-Zweibrücken-Birkenfeld      |                                                    |  |  |       |  |  |                                              |  |  |                            |  |
|                                                    |                                      | Cristiano III del Palatinato-Zweibrücken         | Cristiano II del Palatinato-Zweibrücken-Birkenfeld |  |  |       |  |  |                                              |  |  |                            |  |
|                                                    |                                      | Cristiano III del Palatinato-Zweibrücken         | Cristiano II del Palatinato-Zweibrücken-Birkenfeld |  |  |       |  |  |                                              |  |  |                            |  |
|                                                    |                                      | Cristiano III del Palatinato-Zweibrücken         | Caterina Agata di Rappoltstein                     |  |  |       |  |  |                                              |  |  |                            |  |
| Cristiana Enrichetta del Palatinato-Zweibrücken    |                                      | Cristiano III del Palatinato-Zweibrücken         |                                                    |  |  |       |  |  |                                              |  |  |                            |  |
|                                                    |                                      | Carolina di Nassau-Saarbrücken                   | Luigi Crato di Nassau-Saarbrücken                  |  |  |       |  |  |                                              |  |  |                            |  |
|                                                    |                                      | Carolina di Nassau-Saarbrücken                   | Luigi Crato di Nassau-Saarbrücken                  |  |  |       |  |  |                                              |  |  |                            |  |
|                                                    |                                      | Carolina di Nassau-Saarbrücken                   | Filippa Enrichetta di Hohenlohe-Langenburg         |  |  |       |  |  |                                              |  |  |                            |  |
| Giorgio II di Waldeck e Pyrmont                    |                                      | Carolina di Nassau-Saarbrücken                   |                                                    |  |  |       |  |  |                                              |  |  |                            |  |
|                                                    | Augusto di Schwarzburg-Sondershausen | Cristiano Guglielmo di Schwarzburg-Sondershausen |                                                    |  |  |       |  |  |                                              |  |  |                            |  |
|                                                    | Augusto di Schwarzburg-Sondershausen | Cristiano Guglielmo di Schwarzburg-Sondershausen |                                                    |  |  |       |  |  |                                              |  |  |                            |  |
|                                                    | Augusto di Schwarzburg-Sondershausen | Guglielmina Cristiana di Sassonia-Weimar         |                                                    |  |  |       |  |  |                                              |  |  |                            |  |
| Cristiano Günther III di Schwarzburg-Sondershausen | Augusto di Schwarzburg-Sondershausen |                                                  |                                                    |  |  |       |  |  |                                              |  |  |                            |  |
|                                                    |                                      | Carlotta Sofia di Anhalt-Bernburg                | Carlo Federico di Anhalt-Bernburg                  |  |  |       |  |  |                                              |  |  |                            |  |
|                                                    |                                      | Carlotta Sofia di Anhalt-Bernburg                | Carlo Federico di Anhalt-Bernburg                  |  |  |       |  |  |                                              |  |  |                            |  |
|                                                    |                                      | Carlotta Sofia di Anhalt-Bernburg                | Sofia Albertina di Solms-Sonnenwalde               |  |  |       |  |  |                                              |  |  |                            |  |
| Augusta di Schwarzburg-Sondershausen               |                                      | Carlotta Sofia di Anhalt-Bernburg                |                                                    |  |  |       |  |  |                                              |  |  |                            |  |
|                                                    |                                      | Vittorio Federico di Anhalt-Bernburg             | Carlo Federico di Anhalt-Bernburg                  |  |  |       |  |  |                                              |  |  |                            |  |
|                                                    |                                      | Vittorio Federico di Anhalt-Bernburg             | Carlo Federico di Anhalt-Bernburg                  |  |  |       |  |  |                                              |  |  |                            |  |
|                                                    |                                      | Vittorio Federico di Anhalt-Bernburg             | Sofia Albertina di Solms-Sonnenwalde               |  |  |       |  |  |                                              |  |  |                            |  |
| Carlotta Guglielmina di Anhalt-Bernburg            |                                      | Vittorio Federico di Anhalt-Bernburg             |                                                    |  |  |       |  |  |                                              |  |  |                            |  |
|                                                    |                                      | Albertina di Brandeburgo-Schwedt                 | Alberto Federico di Brandeburgo-Schwedt            |  |  |       |  |  |                                              |  |  |                            |  |
|                                                    |                                      | Albertina di Brandeburgo-Schwedt                 | Alberto Federico di Brandeburgo-Schwedt            |  |  |       |  |  |                                              |  |  |                            |  |
|                                                    |                                      | Albertina di Brandeburgo-Schwedt                 | Maria Dorotea di Curlandia                         |  |  |       |  |  |                                              |  |  |                            |  |
|                                                    |                                      | Albertina di Brandeburgo-Schwedt                 |                                                    |  |  |       |  |  |                                              |  |  |                            |  |